# Anomala nigrocincta
Anomala nigrocincta är en skalbaggsart som beskrevs av Eugène Benderitter 1928. 
Anomala nigrocincta ingår i släktet Anomala och familjen Rutelidae. Inga underarter finns listade i Catalogue of Life.